# Намир, Ора
Ора Намир (ивр. אורה נמיר‎, урожд. Тойб, ивр. טויב‎;
1 сентября 1930, Хадера, подмандатная Палестина — 7 июля 2019, Тель-Авив) — израильский политик и дипломат, жена Мордехая Намира. Член шести созывов кнессета, председатель комиссий кнессета по образованию и культуре и по труду и благосостоянию, министр экологии и министр труда и благосостояния Израиля, посол Израиля в Китайской Народной Республике и Монголии.

## Биография
Родилась в 1930 году в Хадере в семье евреев-поселенцев Пинхаса Тойба и Мирьям Трахтенберг. В 1936 году семья переехала в мошав Хогла. Там Ора окончила восемь классов школы, после чего продолжила образование в кибуце Гиват-Хаим, а затем в педагогической семинарии им. Левинского и кибуце Гиват-ха-Шлоша.
В 1948 году, в ходе Войны за независимость Израиля, вступила в ряды «Хаганы». Окончила войну офицером Армии обороны Израиля. В ходе работы кнессета 2-го созыва занимала должность секретаря фракции МАПАЙ в кнессете и руководства правящей коалиции. В начале 1950-х годов была направлена в Нью-Йорк в качестве секретаря израильской делегации в ООН. Во время пребывания в Нью-Йорке давала уроки иврита тогдашнему генеральному консулу Израиля в США Аврааму Харману и одновременно занималась в Хантерском колледже, где изучала антиковедение и английскую литературу. Закончить учёбу Тойб не удалось из-за отсутствия финансирования и тяжёлой травмы, полученной во время занятий спортом, которая заставила её вернуться в Израиль.
В 1959 году Ора Тойб вышла замуж за Мордехая Намира — депутата кнессета от партии МАПАЙ и будущего мэра Тель-Авива, который был на 33 года старше её. Этот брак продлился 15 лет, детей у супругов не было. Будучи женой мэра, Ора Намир принимала активное участие в общественной жизни, в 1967 году заняв пост генерального секретаря тель-авивского отделения социалистической сионистской организации «Моэцет Поалот». Эту должность она занимала до 1979 года, с 1970 по 1974 год совмещая её с постом члена исполкома женской сионистской организации «Наамат».
В 1973 году Намир впервые была избрана депутатом кнессета от левоцентристского блока «Маарах» и затем переизбиралась в кнессет ещё пять раз. В своём первом созыве кнессета она снова исполняла обязанности секретаря фракции МАПАЙ и правящей коалиции. В кнессете 9-го и 10-го созывов занимала должность председателя комиссии по образованию и культуре, а в кнессете 11-го и 12-го созывов — комиссии по труду и благосостоянию. Намир также возглавляла совместную комиссию по молодёжной преступности (кнессет 9-го созыва) и подкомиссию по спорту (кнессет 10-го созыва). В 1987 году она была одним из инициаторов принятия закона о равном пенсионном возрасте для мужчин и женщин, на следующий год — закона о равных возможностях трудоустройства, а в середине 1990-х годов — закона о равной заработной плате для работников обоих полов. Кроме того, она была в числе депутатов, в 1987 году подготовивших закон о минимальной заработной плате.
В 1975 году, в год, объявленный ООН Международным годом женщины, тогдашний премьер-министр Ицхак Рабин поручил Намир возглавить комиссию по расследованию статуса женщины в Израиле. Двухтомный отчёт комиссии, составленный после двух лет работы, содержал многочисленные факты о неравноправии женщин в Израиле и 140 рекомендаций по исправлению этого положения (в числе которых были бронирование четверти депутатских мест в кнессете для женщин, назначение женщин на командные посты в вооружённых силах, специальные пособия для матерей-одиночек и бесплатное обязательное образование для детей всех возрастов начиная с трёх лет). В 1984 году Намир стала одной из основательниц Лобби в защиту женщин Израиля. Занимая в партии левые позиции, Намир уже в 1986 году призывала к прямым переговорам с палестинцами, в том числе с Организацией освобождения Палестины.
Перед выборами 1992 года в кнессет 12-го созыва Намир была одним из четырёх кандидатов на место лидера партии «Авода» наряду с Рабином, Шимоном Пересом и Исраэлем Кейсаром. Несмотря на то, что в этой гонке она осталась последней, Намир заняла в результате праймериз 4-е место в предвыборном списке «Аводы», укрепив свои позиции «первой леди» этой партии. После победы на выборах Рабин, снова ставший премьер-министром, назначил её на пост министра охраны окружающей среды. На этой должности, однако, она пробыла недолго, так как вопросы экологии её не интересовали: известно, в частности, что она отвергала требования о закрытии предприятий, загрязняющих окружающую среду, поскольку это означало бы потерю рабочих мест для занятых на производстве. Авторитарный стиль руководства Намир заставил ряд сотрудников покинуть министерство за тот короткий период, который она его возглавляла, а активисты движения за охрану природы критиковали её за неспособность прислушиваться к специалистам.
После этого с конца 1992 по май 1996 года Намир возглавляла министерство труда и благосостояния Израиля. В эти годы её министерство вело активную работу по улучшению условий труда, а также социальной защиты безработных. Был начат процесс снижения уровня безработицы, в дальнейшем упавшего с 12 % до 6 %. В то же время на посту министра Намир в 1994 году отметилась скандальным высказыванием в адрес новых репатриантов из стран бывшего СССР, заявив: «Треть репатриантов из бывшего СССР — старики, треть — инвалиды, и почти треть — матери-одиночки».
В 1995 году Намир возглавляла израильскую делегацию на конференции ООН по женскому вопросу, проходившей в Китае. В середине 1990-х годов у неё была диагностирована злокачественная опухоль мозга, что вызвало опасения за её жизнь, однако благодаря быстрой и качественной операции она осталась в живых. Перед выборами 1996 года Намир заняла на праймериз партии «Авода» лишь 13-е место, уступив в частности Далии Ицик. После этого она приняла решение покинуть политику и была назначена послом Израиля в КНР. Она была третьим человеком и первой женщиной в этой должности, одновременно выполняя обязанности посла в Монголии. Эти посты Намир занимала до 2000 года. Её работа в качестве дипломата была высоко оценена как китайской стороной, так и посетившим Монголию в 1998 году министром национальной инфраструктуры Ариэлем Шароном.
По окончании работы в КНР и Монголии Намир вернулась в Тель-Авив. В 2003 году предприняла попытку возвращения в политическую жизнь и баллотировалась в кнессет от списка Амира Переца «Ам эхад», но в число кандидатов, прошедших от этой партии в кнессет, не попала. Намир скончалась в июле 2019 года в Тель-Авиве в возрасте 88 лет и была похоронена в мошаве Хогла, где прошли её детство и юность.

## Награды
- Почётный гражданин Пекина[англ.] (2000)[8].